# Lijst van trainers van Everton FC
Deze lijst omvat de voetbalcoaches die de Engelse club Everton hebben getraind vanaf 1888 tot op heden.
| Seizoen | Trainer(s)                                     | Prijzen                                                      |
| ------- | ---------------------------------------------- | ------------------------------------------------------------ |
| 2024/25 | David Moyes                                    | 0                                                            |
| 2024/25 | Leighton Baines (interim, tot 11 januari 2025) | 0                                                            |
| 2024/25 | Sean Dyche (tot 9 januari 2025)                | 0                                                            |
| 2023/24 | Sean Dyche (tot 9 januari 2025)                | 0                                                            |
| 2022/23 | Sean Dyche (tot 9 januari 2025)                | 0                                                            |
| 2022/23 | Frank Lampard                                  |                                                              |
| 2021/22 | Rafael Benítez                                 | 0                                                            |
| 2020/21 | Carlo Ancelotti                                | 0                                                            |
| 2019/20 | Carlo Ancelotti                                | 0                                                            |
| 2019/20 | Duncan Ferguson (interim)                      | 0                                                            |
| 2019/20 | Marco Silva                                    | 0                                                            |
| 2018/19 | Marco Silva                                    | 0                                                            |
| 2017/18 | Sam Allardyce                                  | 0                                                            |
| 2017/18 | David Unsworth (interim)                       | 0                                                            |
| 2017/18 | Ronald Koeman                                  | 0                                                            |
| 2016/17 | Ronald Koeman                                  | 0                                                            |
| 2015/16 | Roberto Martínez                               | 0                                                            |
| 2014/15 | Roberto Martínez                               | 0                                                            |
| 2013/14 | Roberto Martínez                               | 0                                                            |
| 2012/13 | David Moyes                                    | 0                                                            |
| 2011/12 | David Moyes                                    | 0                                                            |
| 2010/11 | David Moyes                                    | 0                                                            |
| 2009/10 | David Moyes                                    | 0                                                            |
| 2008/09 | David Moyes                                    | 0                                                            |
| 2007/08 | David Moyes                                    | 0                                                            |
| 2006/07 | David Moyes                                    | 0                                                            |
| 2005/06 | David Moyes                                    | 0                                                            |
| 2004/05 | David Moyes                                    | 0                                                            |
| 2003/04 | David Moyes                                    | 0                                                            |
| 2002/03 | David Moyes                                    | 0                                                            |
| 2002/03 | Walter Smith                                   | 0                                                            |
| 2001/02 | Walter Smith                                   | 0                                                            |
| 2000/01 | Walter Smith                                   | 0                                                            |
| 1999/00 | Walter Smith                                   | 0                                                            |
| 1998/99 | Walter Smith                                   | 0                                                            |
| 1997/98 | Howard Kendall                                 | 0                                                            |
| 1996/97 | Dave Watson (interim)                          | 0                                                            |
| 1996/97 | Joe Royle                                      | 0                                                            |
| 1995/96 | Joe Royle                                      | FA Community Shield                                          |
| 1994/95 | Joe Royle                                      | FA Cup                                                       |
| 1994/95 | Mike Walker                                    | 0                                                            |
| 1993/94 | Mike Walker                                    | 0                                                            |
| 1993/94 | Jimmy Gabriel (interim)                        | 0                                                            |
| 1993/94 | Howard Kendall                                 | 0                                                            |
| 1992/93 | Howard Kendall                                 | 0                                                            |
| 1991/92 | Howard Kendall                                 | 0                                                            |
| 1990/91 | Howard Kendall                                 | 0                                                            |
| 1990/91 | Jimmy Gabriel (interim)                        | 0                                                            |
| 1990/91 | Colin Harvey                                   | 0                                                            |
| 1989/90 | Colin Harvey                                   | 0                                                            |
| 1988/89 | Colin Harvey                                   | 0                                                            |
| 1987/88 | Colin Harvey                                   | FA Community Shield                                          |
| 1986/87 | Howard Kendall                                 | Engels landskampioenschap, FA Community Shield               |
| 1985/86 | Howard Kendall                                 | FA Community Shield                                          |
| 1984/85 | Howard Kendall                                 | Engels landskampioenschap, FA Community Shield, Europacup II |
| 1983/84 | Howard Kendall                                 | FA Cup                                                       |
| 1982/83 | Howard Kendall                                 | 0                                                            |
| 1981/82 | Howard Kendall                                 | 0                                                            |
| 1980/81 | Gordon Lee                                     | 0                                                            |
| 1979/80 | Gordon Lee                                     | 0                                                            |
| 1978/79 | Gordon Lee                                     | 0                                                            |
| 1977/78 | Gordon Lee                                     | 0                                                            |
| 1976/77 | Gordon Lee                                     | 0                                                            |
| 1976/77 | Steve Burtenshaw (interim)                     | 0                                                            |
| 1976/77 | Billy Bingham                                  | 0                                                            |
| 1975/76 | Billy Bingham                                  | 0                                                            |
| 1974/75 | Billy Bingham                                  | 0                                                            |
| 1973/74 | Billy Bingham                                  | 0                                                            |
| 1972/73 | Billy Bingham                                  | 0                                                            |
| 1972/73 | Harry Catterick                                | 0                                                            |
| 1971/72 | Harry Catterick                                | 0                                                            |
| 1970/71 | Harry Catterick                                | FA Community Shield                                          |
| 1969/70 | Harry Catterick                                | Engels landskampioenschap                                    |
| 1968/69 | Harry Catterick                                | 0                                                            |
| 1967/68 | Harry Catterick                                | 0                                                            |
| 1966/67 | Harry Catterick                                | 0                                                            |
| 1965/66 | Harry Catterick                                | FA Cup                                                       |
| 1964/65 | Harry Catterick                                | 0                                                            |
| 1963/64 | Harry Catterick                                | FA Community Shield                                          |
| 1962/63 | Harry Catterick                                | Engels landskampioenschap                                    |
| 1961/62 | Harry Catterick                                | 0                                                            |
| 1960/61 | Harry Catterick                                | 0                                                            |
| 1960/61 | Johnny Carey                                   | 0                                                            |
| 1959/60 | Johnny Carey                                   | 0                                                            |
| 1958/59 | Johnny Carey                                   | 0                                                            |
| 1958/59 | Ian Buchan                                     | 0                                                            |
| 1957/58 | Ian Buchan                                     | 0                                                            |
| 1956/57 | Ian Buchan                                     | 0                                                            |
| 1955/56 | Ian Buchan                                     | 0                                                            |
| 1955/56 | Cliff Britton                                  | 0                                                            |
| 1954/55 | Cliff Britton                                  | 0                                                            |
| 1953/54 | Cliff Britton                                  | 0                                                            |
| 1952/53 | Cliff Britton                                  | 0                                                            |
| 1951/52 | Cliff Britton                                  | 0                                                            |
| 1950/51 | Cliff Britton                                  | 0                                                            |
| 1949/50 | Cliff Britton                                  | 0                                                            |
| 1948/49 | Cliff Britton                                  | 0                                                            |
| 1947/48 | Theo Kelly                                     | 0                                                            |
| 1946/47 | Theo Kelly                                     | 0                                                            |
| 1945/46 | Theo Kelly                                     | 0                                                            |
| 1944/45 | Theo Kelly                                     | 0                                                            |
| 1943/44 | Theo Kelly                                     | 0                                                            |
| 1942/43 | Theo Kelly                                     | 0                                                            |
| 1941/42 | Theo Kelly                                     | 0                                                            |
| 1940/41 | Theo Kelly                                     | 0                                                            |
| 1939/40 | Theo Kelly                                     | 0                                                            |
| 1938/39 | Geen                                           | Engels landskampioenschap                                    |
| 1937/38 | Geen                                           | 0                                                            |
| 1936/37 | Geen                                           | 0                                                            |
| 1935/36 | Geen                                           | 0                                                            |
| 1934/35 | Thomas McIntosh                                | 0                                                            |
| 1933/34 | Thomas McIntosh                                | 0                                                            |
| 1932/33 | Thomas McIntosh                                | FA Cup, FA Community Shield                                  |
| 1931/32 | Thomas McIntosh                                | Engels landskampioenschap                                    |
| 1930/31 | Thomas McIntosh                                | Football League Second Division                              |
| 1929/30 | Thomas McIntosh                                | 0                                                            |
| 1928/29 | Thomas McIntosh                                | FA Community Shield                                          |
| 1927/28 | Thomas McIntosh                                | Engels landskampioenschap                                    |
| 1926/27 | Thomas McIntosh                                | 0                                                            |
| 1925/26 | Thomas McIntosh                                | 0                                                            |
| 1924/25 | Thomas McIntosh                                | 0                                                            |
| 1923/24 | Thomas McIntosh                                | 0                                                            |
| 1922/23 | Thomas McIntosh                                | 0                                                            |
| 1921/22 | Thomas McIntosh                                | 0                                                            |
| 1920/21 | Thomas McIntosh                                | 0                                                            |
| 1919/20 | Thomas McIntosh                                | 0                                                            |
| 1918/19 | William James Sawyer                           | 0                                                            |
| 1917/18 | Will Cuff                                      | 0                                                            |
| 1916/17 | Will Cuff                                      | 0                                                            |
| 1915/16 | Will Cuff                                      | 0                                                            |
| 1914/15 | Will Cuff                                      | Engels landskampioenschap                                    |
| 1913/14 | Will Cuff                                      | 0                                                            |
| 1912/13 | Will Cuff                                      | 0                                                            |
| 1911/12 | Will Cuff                                      | 0                                                            |
| 1910/11 | Will Cuff                                      | 0                                                            |
| 1909/10 | Will Cuff                                      | 0                                                            |
| 1908/09 | Will Cuff                                      | 0                                                            |
| 1907/08 | Will Cuff                                      | 0                                                            |
| 1906/07 | Will Cuff                                      | 0                                                            |
| 1905/06 | Will Cuff                                      | FA Cup                                                       |
| 1904/05 | Will Cuff                                      | 0                                                            |
| 1903/04 | Will Cuff                                      | 0                                                            |
| 1902/03 | Will Cuff                                      | 0                                                            |
| 1901/02 | Will Cuff                                      | 0                                                            |
| 1900/01 | Dick Molyneux                                  | 0                                                            |
| 1899/00 | Dick Molyneux                                  | 0                                                            |
| 1898/99 | Dick Molyneux                                  | 0                                                            |
| 1897/98 | Dick Molyneux                                  | 0                                                            |
| 1896/97 | Dick Molyneux                                  | 0                                                            |
| 1895/96 | Dick Molyneux                                  | 0                                                            |
| 1894/95 | Dick Molyneux                                  | 0                                                            |
| 1893/94 | Dick Molyneux                                  | 0                                                            |
| 1892/93 | Dick Molyneux                                  | 0                                                            |
| 1891/92 | Dick Molyneux                                  | 0                                                            |
| 1890/91 | Dick Molyneux                                  | Engels landskampioenschap                                    |
| 1889/90 | Dick Molyneux                                  | 0                                                            |
| 1888/89 | William Barclay                                | 0                                                            |